# 부트로스 부트로스갈리
부트로스 부트로스갈리(아랍어: ‏بطرس بطرس غالي, 콥트어: Ⲡⲉⲧⲣⲟⲥ Ⲡⲉⲧⲣⲟⲥ-Ⲅⲁⲗⲓ, 문화어: 부트루스 부트루스 갈리, 1922년 11월 14일 ~ 2016년 2월 16일)는 이집트의 정치인이자 외교관으로 1992년 1월부터 1996년 12월까지 제6대 유엔 사무총장을 지냈다. 학자 및 이집트 외무부 차관 출신으로, 유엔 사무총장으로 있는 동안 유고슬라비아 해체와 르완다 집단살해와 같은 국제 위기를 처리했다. 유엔 사무총장 자리에서 내려온 뒤에는 1997년 11월 16일부터 2002년 12월 31일까지 제1대 프랑코포니 사무총장을 지냈다.
냉전 후 첫 사무총장, 아프리카 출신 첫 사무총장이었다.

## 어린 시절
부트로스갈리는 1922년 11월 14일 이집트 카이로의 알렉산드리아 콥트 정교회 가정에서 태어났는데, '부트로스'는 아랍어로 '피터'를 뜻한다. 그의 아버지 유수프 부트로스갈리는 1908년부터 1910년까지 이집트의 총리를 지낸 부트로스 갈리의 아들이었다. 부트로스 부트로스갈리의 어머니 사펠라 미하일 샤루빔은 공무원이자 역사학자였던 미하일 샤루빔(1861년 ~ 1920년)의 딸이었다.
1946년 카이로 대학교에서 법학 학사 학위를 취득했으며, 1949년 파리 대학교에서 국제법 박사 학위를 취득했고 논문 주제는 역내 기구에 관한 연구였다. 1949년부터 1977년까지 카이로 대학교에서 국제법과 국제 관계를 강의하는 교수로 지냈다. 1954년부터 1955년까지는 미국 컬럼비아 대학교에서 풀브라이트 연구원으로 있었으며, 1963년부터 1964년까지 헤이그 국제법 아카데미 연구소 소장을 지냈고 1967년부터 1968년까지 파리 대학교 법학부에 객원 교수로 있었다.
부트로스갈리는 안와르 사다트의 재임 기간 동안 이집트 외교부에서 외교관으로 활동하며 이집트의 대통령 안와르 사다트와 이스라엘의 총리 메나헴 베긴 사이의 평화 협정 논의에 참여했다.
영국의 탐사 저널리스트 린다 멜번은 1990년 부트로스갈리가 이집트 외교부에 있는 동안 그가 르완다 정부와 2,600만 달러의 비밀 무기 수출 계약을 맺었으며, 르완다 후투족 정권은 오랫동안 꽤 공공연하게 르완다 집단살해를 준비하기 위해 무기를 비축했다고 했다. 부트로스갈리는 4년 뒤 르완다 집단살해가 일어났을 때 유엔 사무총장으로 있었다.
부트로스갈리의 아내 레이아 마리아 부트로스 갈리, 결혼 전 이름 레이아 나들러는 알렉산드리아의 유대인 이집트인 가정에서 태어났으며, 젊었을 때 로마 가톨릭교회로 개종했다. 슬하에 자녀는 없었다.

## 유엔 사무총장

### 1991년 선거
부트로스갈리는 1991년 유엔 사무총장 선거에 도전했다. 전임 사무총장 하비에르 페레스 데 케야르의 두 번째 임기가 끝나고 있었으며, 다음 사무총장은 아프리카에서 나올 순번이었다. 1, 2차 선거에서 부트로스갈리는 짐바브웨의 버나드 치제로와 동률을 이루었다가 3차 선거에서 1표 차이로 앞섰고, 4차 선거에서 다시 1표 차이로 뒤졌다. 미국이 두 후보 모두를 떨어뜨리려 한다는 위기가 조성돼 몇몇 나라들이 버나드 치제로를 향한 지지를 철회했고, 부트로스갈리가 5차 선거에서 사무총장으로 뽑혔다.

### 첫 번째 임기
1992년 부트로스갈리는 평화를 위한 과제를 제출하고 유엔이 폭력적인 충돌에 어떻게 대응해야 하는가를 제시했다. 그러나 그는 1994년 르완다 집단살해가 일어나 100만여 명이 죽는 동안 유엔이 적절하게 대응하지 못했다는 비판을 받았으며, 앙골라 내전에서도 유엔의 개입 지지를 끌어모으는 데 실패했다. 그의 첫 번째 임기동안 유고슬라비아의 해체로 유고슬라비아 전쟁이 벌어지기도 했다. 그의 평판은 유엔의 실효성과 유엔에서의 미국의 역할 등에 관한 논쟁으로 꼬였다. 말레이시아 총리 마하티르 빈 모하맛는 보스니아-헤르체고비나 분쟁 해결을 위한 확고한 조치를 취하지 못한 부트로스 갈리 사무총장의 사임을 촉구했다.
1996년 4월에는 고려대학교에서 명예 박사 학위를 받았다.

### 두 번째 임기 거부권
부트로스갈리는 1996년 미국의 반대 노력에도 불구하고 두 번째 임기에 도전했다. 유엔 주재 미국 대사 매들린 올브라이트는 부트로스갈리에게 포기할 것을 요청하고 그를 위한 재단을 설립할 것을 제안했는데 다른 서양 외교관들은 이를 두고 터무니없다고 말했다. 미국의 외교적 압박은 효과를 보지 못했고, 유엔 안전 보장 이사회의 다른 이사국들은 부트로스갈리를 지지했다. 유엔 안전 보장 이사회 비공식 투표(스트로폴, straw poll)에서 그는 14표 가운데 13표를 얻었고, 반대 1표는 미국의 거부권이었다. 네 차례의 유엔 안전 보장 이사회 회의에서 프랑스는 부트로스갈리를 유엔 사무총장으로 임명하는 타협안을 제안했으나 미국은 이를 거절했고, 부트로스갈리의 사무총장 후보직이 중단돼 거부권으로 연임이 거부된 유일한 유엔 사무총장이 됐다.

## 이후
1997년 11월 16일부터 2002년 12월 31일까지 제1대 프랑코포니 사무총장을 지냈으며, 2003년부터 2006년까지는 개발도상국을 위한 스위스 소재 정부간 기구인 사우스 센터의 소장을 맡았다.
그는 지역정세와 국제정세와,법, 외교, 정치학과 관련된 저서 100여 권을 썼다.
2016년 2월 16일 카이로의 알 살람 병원에서 93세의 나이로 사망했다. 그의 장례는 군인장으로 치루어졌으며 알렉산드리아 콥트 정교회의 교황 타와드로스 2세가 참석했다. 그의 유해는 할아버지 부트로스 갈리와 함께 카이로의 성 베드로 성 바오로 교회에 안치됐다.